# 司馬遼太郎短篇傑作選
川口技研プレゼンツ 司馬遼太郎短篇傑作選（かわぐちぎけんプレゼンツ しばりょうたろうたんぺんけっさくせん）は、ラジオ大阪が制作し、同局とTBSラジオにて2012年10月6日から2025年3月29日まで放送された朗読番組である。全652回。

## 概要
「ラジオ大阪開局55周年記念」作品である。歴史小説や紀行随筆など、数多くの文学作品を発表してきた司馬がデビュー直後のごく初期の短編小説や随筆を取りあげ、竹下によるナビゲーションパートと、声優によるナレーションパートを交えて送る。協力と原作は文藝春秋刊「司馬遼太郎短篇全集」。
大阪ゆかりの作家・司馬遼太郎の短篇小説を作品ごとに一人の声優が数週にわたり朗読し、ナビゲーターを竹下景子が務めた。
一作品を数回に分け、ナビゲーターは作品の解説や前回までのあらすじ、次回予告などを伝えるガイド役を務め、ナレーションは一人の声優が全編を読み切るスタイルとなっている。放送期間は10月第1週から翌年9月最終週までを1シーズンとしており、1シーズンにつき基本的には8作朗読。そして各シーズンの最終作品は竹下がナレーションも務めている。作品によって収録時間がまちまちであり、放送枠に収めるためにナレーションは各回の前後を重複させて時間調整している。
出演する声優は、第7期までは青二プロダクション所属者のみ（特に中井和哉は第12期まで皆勤）で、中でも女性は第3期の渡辺美佐のみであった
。当時は毎年10月のシーズン開始時に年間の朗読作品・担当声優を番組公式サイトで公表していた。第8期以降は個人事務所所属者やフリーランス、他事務所所属者も出演している。
開始当初はラジオ大阪、TBSラジオ以外のラジオ局でもネットされていた。

## シリーズの終焉
2024年3月30日の放送で放送600回を迎えた。このため同年7月から8月にかけて第11期までの作品を対象にアンケート（人気投票）を実施し、同年10月からの第13期は「もう一度聴きたい、司馬遼太郎短篇傑作選」と題してアンケートの上位作品で構成する最終シーズンであった。同じ声優の朗読作品が複数選出された場合は、別の声優により再収録が実施された。当初は例年通り1年間（2025年9月まで）放送されることが番組ホームページで発表されていたが、最終作である4作目は13期での放送を予定していなかったと思われる竹下再収録版『人斬り以蔵』が入り、同作の最終回をもって2025年3月29日に番組終了。全652回、12年半の歴史に幕を降ろした。

## 放送作品

### 第1期（2012年10月 - 2013年9月）
| 放送期間               | 作品名       | 初出       | 朗読     |
| ---------------------- | ------------ | ---------- | -------- |
| 2012年10月             | 軍師二人     | 1963年6月  | 銀河万丈 |
| 2012年11月 - 12月      | 大坂侍       | 1959年5月  | 阪脩     |
| 2012年12月 - 2013年2月 | おお、大砲   | 1961年10月 | 田中秀幸 |
| 2013年2月 - 3月        | 天明の絵師   | 1964年10月 | 永井一郎 |
| 2013年4月 - 5月        | 人斬り以蔵   | 1964年3月  | 中井和哉 |
| 2013年6月 - 7月        | 沖田総司の恋 | 1963年8月  | 緑川光   |
| 2013年7月 - 9月        | 王城の護衛者 | 1968年5月  | 石塚運昇 |

### 第2期（2013年10月 - 2014年9月）
| 放送期間          | 作品名       | 初出       | 朗読       |
| ----------------- | ------------ | ---------- | ---------- |
| 2013年10月 - 11月 | 慶応長崎事件 | 1963年12月 | 置鮎龍太郎 |
| 2013年11月 - 12月 | けろりの道頓 | 1960年6月  | 阪脩       |
| 2014年1月 - 2月   | 伊達の黒船   | 1964年11月 | 田中秀幸   |
| 2014年2月 - 3月   | 桜田門外の変 | 1963年12月 | 竹本英史   |
| 2014年4月 - 5月   | 金吾中納言   | 1962年4月  | 中井和哉   |
| 2014年5月 - 7月   | 真説宮本武蔵 | 1966年10月 | 銀河万丈   |
| 2014年7月 - 9月   | 城の怪       | 1969年4月  | 野島健児   |
| 2014年9月         | 侍はこわい   | 1961年6月  | 竹下景子   |

### 第3期（2014年10月 - 2015年9月）
| 放送期間               | 作品名                | 初出       | 朗読     |
| ---------------------- | --------------------- | ---------- | -------- |
| 2014年10月 - 11月      | 逃げの小五郎          | 1963年7月  | 田中秀幸 |
| 2014年11月 - 2015年1月 | 胡桃に酒              | 1968年10月 | 石塚運昇 |
| 2015年1月              | ただいま十六歳-近藤勇 | 1964年11月 | 渡辺美佐 |
| 2015年2月 - 3月        | アームストロング砲    | 1965年9月  | 磯部弘   |
| 2015年3月 - 4月        | 女は遊べ物語          | 1961年10月 | 草尾毅   |
| 2015年4月 - 5月        | 喧嘩草雲              | 1964年7月  | 神奈延年 |
| 2015年5月 - 7月        | きつね馬              | 1965年2月  | 中井和哉 |
| 2015年7月 - 9月        | 言い触らし団右衛門    | 1961年7月  | 銀河万丈 |

### 第4期（2015年10月 - 2016年9月）
| 放送期間          | 作品名           | 初出       | 朗読     |
| ----------------- | ---------------- | ---------- | -------- |
| 2015年10月 - 11月 | 肥前の妖怪       | 1964年6月  | 草尾毅   |
| 2015年11月 - 12月 | 愛染明王         | 1964年10月 | 神奈延年 |
| 2016年1月         | 加茂の水         | 1965年3月  | 田中秀幸 |
| 2016年2月 - 3月   | 伊賀者           | 1963年1月  | 中井和哉 |
| 2016年4月 - 5月   | 岩見重太郎の系図 | 1961年11月 | 銀河万丈 |
| 2016年5月 - 7月   | 鬼謀の人         | 1964年2月  | 石塚運昇 |
| 2016年7月 - 8月   | 死んでも死なぬ   | 1963年8月  | 野島健児 |
| 2016年8月 - 9月   | 壬生狂言の夜     | 1960年11月 | 竹下景子 |

### 第5期…5周年スペシャル 司馬遼太郎「新選組血風録」を読む（2016年10月 - 2017年9月）
| 放送期間               | 作品名           | 初出                | 朗読                |
| ---------------------- | ---------------- | ------------------- | ------------------- |
| 2016年10月 - 11月      | 油小路の決闘     | 1962年5月           | 神奈延年            |
| 2016年11月 - 12月      | 芹沢鴨の暗殺     | 1962年7月           | 中井和哉            |
| 2016年12月 - 2017年1月 | 長州の間者       | 1962年9月           | 置鮎龍太郎          |
| 2017年1月 - 2月        | 池田屋異聞       | 1962年11月          | 竹本英史            |
| 2017年3月 - 4月        | 虎徹             | 1963年3月           | 磯部弘              |
| 2017年4月 - 5月        | 前髪の惣三郎     | 1963年4月           | 野島健児            |
| 2017年5月 - 6月        | 胡沙笛を吹く武士 | 1963年5月           | 草尾毅              |
| 2017年6月 - 7月        | 三条磧乱刃       | 1963年6月           | 石川英郎            |
| 2017年7月 - 8月        | 沖田総司の恋     | ※第1期6作目の再放送 | ※第1期6作目の再放送 |
| 2017年9月              | 菊一文字         | 1963年12月          | 竹下景子            |

### 第6期（2017年10月 - 2018年9月）
| 放送期間               | 作品名           | 初出       | 朗読       |
| ---------------------- | ---------------- | ---------- | ---------- |
| 2017年10月 - 11月      | ペルシャの幻術師 | 1956年5月  | 中井和哉   |
| 2017年11月 - 12月      | 飛び加藤         | 1961年1月  | 石川英郎   |
| 2017年12月 - 2018年1月 | 果心居士の幻術   | 1961年3月  | 竹本英史   |
| 2018年1月 - 2月        | 花屋町の襲撃     | 1963年2月  | 置鮎龍太郎 |
| 2018年3月              | 重庵の転々       | 1970年5月  | 神奈延年   |
| 2018年4月 - 5月        | 英雄児           | 1963年12月 | 銀河万丈   |
| 2018年5月 - 8月        | 淀君・その子     | 1967年5月  | 田中秀幸   |
| 2018年9月              | 丹波屋の嬢さん   | 1960年2月  | 竹下景子   |

### 第7期（2018年10月 - 2019年9月）
| 放送期間               | 作品名       | 初出       | 朗読       |
| ---------------------- | ------------ | ---------- | ---------- |
| 2018年10月 - 11月      | 北ノ政所     | 1966年12月 | 銀河万丈   |
| 2018年11月 - 12月      | 大和大納言   | 1967年1月  | 神奈延年   |
| 2018年12月 - 2019年2月 | 侍大将の胸毛 | 1961年12月 | 中井和哉   |
| 2019年2月 - 4月        | 斬殺         | 1968年8月  | 竹本英史   |
| 2019年4月 - 5月        | 宇喜多秀家   | 1966年11月 | 田中秀幸   |
| 2019年6月              | 八条宮       | 1967年4月  | 置鮎龍太郎 |
| 2019年7月 - 8月        | 雑賀の舟鉄砲 | 1961年3月  | 磯部弘     |
| 2019年8月 - 9月        | 弥兵衛奮迅   | 1963年10月 | 竹下景子   |

### 第8期（2019年10月 - 2020年9月）
| 放送期間               | 作品名       | 初出       | 朗読       |
| ---------------------- | ------------ | ---------- | ---------- |
| 2019年10月 - 11月      | 海仙寺党異聞 | 1963年7月  | 福山潤     |
| 2019年11月 - 12月      | 盗賊と間者   | 1959年10月 | 小野大輔   |
| 2019年12月 - 2020年2月 | 美濃浪人     | 1966年10月 | 野島健児   |
| 2020年2月 - 3月        | 下請忍者     | 1959年12月 | 緑川光     |
| 2020年4月 - 5月        | 千葉周作     | 1963年6月  | 中井和哉   |
| 2020年6月 - 7月        | 駿河御前     | 1967年2月  | 鈴村健一   |
| 2020年7月 - 8月        | 貂の皮       | 1969年6月  | 置鮎龍太郎 |
| 2020年8月 - 9月        | 大夫殿坂     | 1962年4月  | 竹下景子   |

### 第9期（2020年10月 - 2021年9月）
| 放送期間               | 作品名         | 初出       | 朗読     |
| ---------------------- | -------------- | ---------- | -------- |
| 2020年10月             | 売ろう物語     | 1961年7月  | 小野大輔 |
| 2020年11月 - 12月      | 奇妙なり八郎   | 1963年1月  | 福山潤   |
| 2020年12月 - 2021年1月 | 泥棒名人       | 1959年8月  | 浪川大輔 |
| 2021年1月 - 3月        | 有隣は悪形にて | 1972年5月  | 石川英郎 |
| 2021年4月 - 5月        | 理心流異聞     | 1962年8月  | 鈴村健一 |
| 2021年5月 - 7月        | 結城秀康       | 1967年3月  | 中井和哉 |
| 2021年7月 - 8月        | 四斤山砲       | 1963年11月 | 関智一   |
| 2021年8月 - 9月        | 上総の剣客     | 1963年1月  | 竹下景子 |

### 第10期（2021年10月 - 2022年9月）
| 放送期間               | 作品名             | 初出       | 朗読       |
| ---------------------- | ------------------ | ---------- | ---------- |
| 2021年10月 - 11月      | 若江堤の霧         | 1962年10月 | 鈴村健一   |
| 2021年11月 - 2022年1月 | 絢爛たる犬         | 1965年5月  | 中井和哉   |
| 2022年1月 - 2月        | 京の剣客           | 1962年1月  | 福山潤     |
| 2022年2月 - 3月        | 彰義隊胸算用       | 1963年9月  | 置鮎龍太郎 |
| 2022年4月 - 5月        | 猿ヶ辻の決闘       | 1963年3月  | 小野大輔   |
| 2022年5月 - 6月        | 嬖女守り           | 1965年10月 | 関智一     |
| 2022年7月 - 8月        | 最後の攘夷志士     | 1963年7月  | 安元洋貴   |
| 2022年8月 - 9月        | 法駕籠のご寮人さん | 1959年12月 | 竹下景子   |

### 第11期（2022年10月 - 2023年9月）
| 放送期間          | 作品名       | 初出      | 朗読     |
| ----------------- | ------------ | --------- | -------- |
| 2022年10月 - 11月 | 冷泉斬り     | 1962年6月 | 鈴村健一 |
| 2022年11月 - 12月 | 外法仏       | 1960年3月 | 小野大輔 |
| 2023年1月 - 2月   | 槍は宝蔵院流 | 1963年9月 | 関智一   |
| 2023年2月 - 3月   | 最後の伊賀者 | 1960年7月 | 森川智之 |
| 2023年4月 - 5月   | 土佐の夜雨   | 1963年4月 | 立木文彦 |
| 2023年5月 - 6月   | 黒格子の嫁   | 1960年4月 | 中井和哉 |
| 2023年7月 - 8月   | 鴨川銭取橋   | 1963年1月 | 福山潤   |
| 2023年8月 - 9月   | 一夜官女     | 1962年2月 | 竹下景子 |

### 第12期（2023年10月 - 2024年9月）
| 放送期間               | 作品名           | 初出       | 朗読       |
| ---------------------- | ---------------- | ---------- | ---------- |
| 2023年10月 - 11月      | 浪華城焼打       | 1963年10月 | 中井和哉   |
| 2023年11月 - 12月      | 信九郎物語       | 1962年5月  | 小野大輔   |
| 2023年12月 - 2024年2月 | 馬上少年過ぐ     | 1968年12月 | 鈴村健一   |
| 2024年2月 - 3月        | みょうが斎の武術 | 1960年4月  | 福山潤     |
| 2024年4月 - 5月        | 狐斬り           | 1962年2月  | 置鮎龍太郎 |
| 2024年5月 - 6月        | 斬ってはみたが   | 1964年1月  | 立木文彦   |
| 2024年6月 - 7月        | 花房助兵衛       | 1962年9月  | 関智一     |
| 2024年7月 - 8月        | 祇園囃子         | 1963年5月  | 森川智之   |
| 2024年8月 - 9月        | 難波村の仇討     | 1959年5月  | 竹下景子   |

### 最終期…もう一度聴きたい、司馬遼太郎短篇傑作選（2024年10月 - 2025年3月）
| 放送期間               | 作品名       | 本放送     | 朗読       |
| ---------------------- | ------------ | ---------- | ---------- |
| 2024年10月 - 11月      | 軍師二人     | 第1期1作目 | -          |
| 2024年11月 - 12月      | 芹沢鴨の暗殺 | 第5期2作目 | 置鮎龍太郎 |
| 2024年12月 - 2025年1月 | 結城秀康     | 第9期6作目 | 磯部弘     |
| 2025年2月 - 3月        | 人斬り以蔵   | 第1期5作目 | 竹下景子   |

### 朗読担当者出演一覧
| 朗読担当者 | 1      | 2      | 3      | 4      | 5      | 6      | 7      | 8    | 9    | 10   | 11   | 12   | 終 |
| ---------- | ------ | ------ | ------ | ------ | ------ | ------ | ------ | ---- | ---- | ---- | ---- | ---- | -- |
| 銀河万丈   | ○      | ○      | ○      | ○      | -      | ○      | ○      | -    | -    | -    | -    | -    | 再 |
| 阪脩       | ○      | ○      | -      | -      | -      | -      | -      | -    | -    | -    | -    | -    | -  |
| 田中秀幸   | ○      | ○      | ○      | ○      | -      | ○      | ○      | -    | -    | -    | -    | -    | -  |
| 永井一郎   | ○      | -      | 死去   | 死去   | 死去   | 死去   | 死去   | 死去 | 死去 | 死去 | 死去 | 死去 | -  |
| 中井和哉   | ○      | ○      | ○      | ○      | ○      | ○      | ○      | ○    | ○    | ○    | ○    | ○    | -  |
| 緑川光     | ○      | -      | -      | -      | 再     | -      | -      | ○    | -    | -    | -    | -    | -  |
| 石塚運昇   | ○      | -      | ○      | ○      | -      | -      | 死去   | 死去 | 死去 | 死去 | 死去 | 死去 | -  |
| 置鮎龍太郎 | -      | ○      | -      | -      | ○      | ○      | ○      | ○    | -    | ○    | -    | ○    | ○  |
| 竹本英史   | -      | ○      | -      | -      | ○      | ○      | ○      | -    | -    | -    | -    | -    | -  |
| 野島健児   | -      | ○      | -      | ○      | ○      | -      | -      | ○    | -    | -    | -    | -    | -  |
| 竹下景子   | -      | ○      | -      | ○      | ○      | ○      | ○      | ○    | ○    | ○    | ○    | ○    | ○  |
| 渡辺美佐   | -      | -      | ○      | -      | -      | -      | -      | -    | -    | -    | -    | -    | -  |
| 磯部弘     | -      | -      | ○      | -      | ○      | -      | ○      | -    | -    | -    | -    | -    | ○  |
| 草尾毅     | -      | -      | ○      | ○      | ○      | -      | -      | -    | -    | -    | -    | -    | -  |
| 神奈延年   | -      | -      | ○      | ○      | ○      | ○      | ○      | -    | -    | -    | -    | -    | -  |
| 石川英郎   | -      | -      | -      | -      | ○      | ○      | -      | -    | ○    | -    | -    | -    | -  |
| 福山潤     | 対象外 | 対象外 | 対象外 | 対象外 | 対象外 | 対象外 | 対象外 | ○    | ○    | ○    | ○    | ○    | -  |
| 小野大輔   | 対象外 | 対象外 | 対象外 | 対象外 | 対象外 | 対象外 | 対象外 | ○    | ○    | ○    | ○    | ○    | -  |
| 鈴村健一   | 対象外 | 対象外 | 対象外 | 対象外 | 対象外 | 対象外 | 対象外 | ○    | ○    | ○    | ○    | ○    | -  |
| 浪川大輔   | 対象外 | 対象外 | 対象外 | 対象外 | 対象外 | 対象外 | 対象外 | -    | ○    | -    | -    | -    | -  |
| 関智一     | 対象外 | 対象外 | 対象外 | 対象外 | 対象外 | 対象外 | 対象外 | -    | ○    | ○    | ○    | ○    | -  |
| 安元洋貴   | 対象外 | 対象外 | 対象外 | 対象外 | 対象外 | 対象外 | 対象外 | -    | -    | ○    | -    | -    | -  |
| 森川智之   | 対象外 | 対象外 | 対象外 | 対象外 | 対象外 | 対象外 | 対象外 | -    | -    | -    | ○    | ○    | -  |
| 立木文彦   | 対象外 | 対象外 | 対象外 | 対象外 | 対象外 | 対象外 | 対象外 | -    | -    | -    | ○    | ○    | -  |

再…再放送

## 放送日時・ネット局

### 終了時
- ラジオ大阪（制作局、土曜 18:00 - 18:30）[注 23]
- TBSラジオ（同時ネット、土曜 18:00 - 18:30）[注 24]

### 過去
| 放送対象地域  | 放送局                        | 放送期間                      | 備考                                     |
| ------------- | ----------------------------- | ----------------------------- | ---------------------------------------- |
| 宮城県        | 東北放送（TBC）               | 2012年10月6日 - 2013年3月30日 |                                          |
| 福島県        | ラジオ福島（rfc）             | 2013年4月6日 - 2014年3月29日  |                                          |
| 栃木県        | 栃木放送（CRT）               |                               |                                          |
| 長野県        | 信越放送（SBC）               |                               |                                          |
| 広島県        | 中国放送（RCC）               | 2013年4月6日 - 2015年3月29日  | 2013年4月6日 - 9月28日はラジオ大阪と同時 |
| 長崎県 佐賀県 | 長崎放送（NBC） NBCラジオ佐賀 | 2014年4月7日 - 9月22日        |                                          |

## 番組イベント
2018年11月24日・25日に全電通労働会館 多目的ホール（東京都千代田区）にて、ラジオ大阪とTBSラジオの主催による『朗読劇「司馬遼太郎短篇傑作選」～reading live theatre～』が上演された。
- 11月24日「沖田総司の恋」…出演：緑川光、置鮎龍太郎、石川英郎、庄司宇芽香、宮崎寛務
- 11月25日「虎徹」…出演：草尾毅、神奈延年、竹本英史、阿座上洋平

第11期放送期間中の2023年8月7日に司馬が生誕100年を迎えたが、それを記念した特別番組やイベントは特に組まれなかった。